# アッティカ式兜

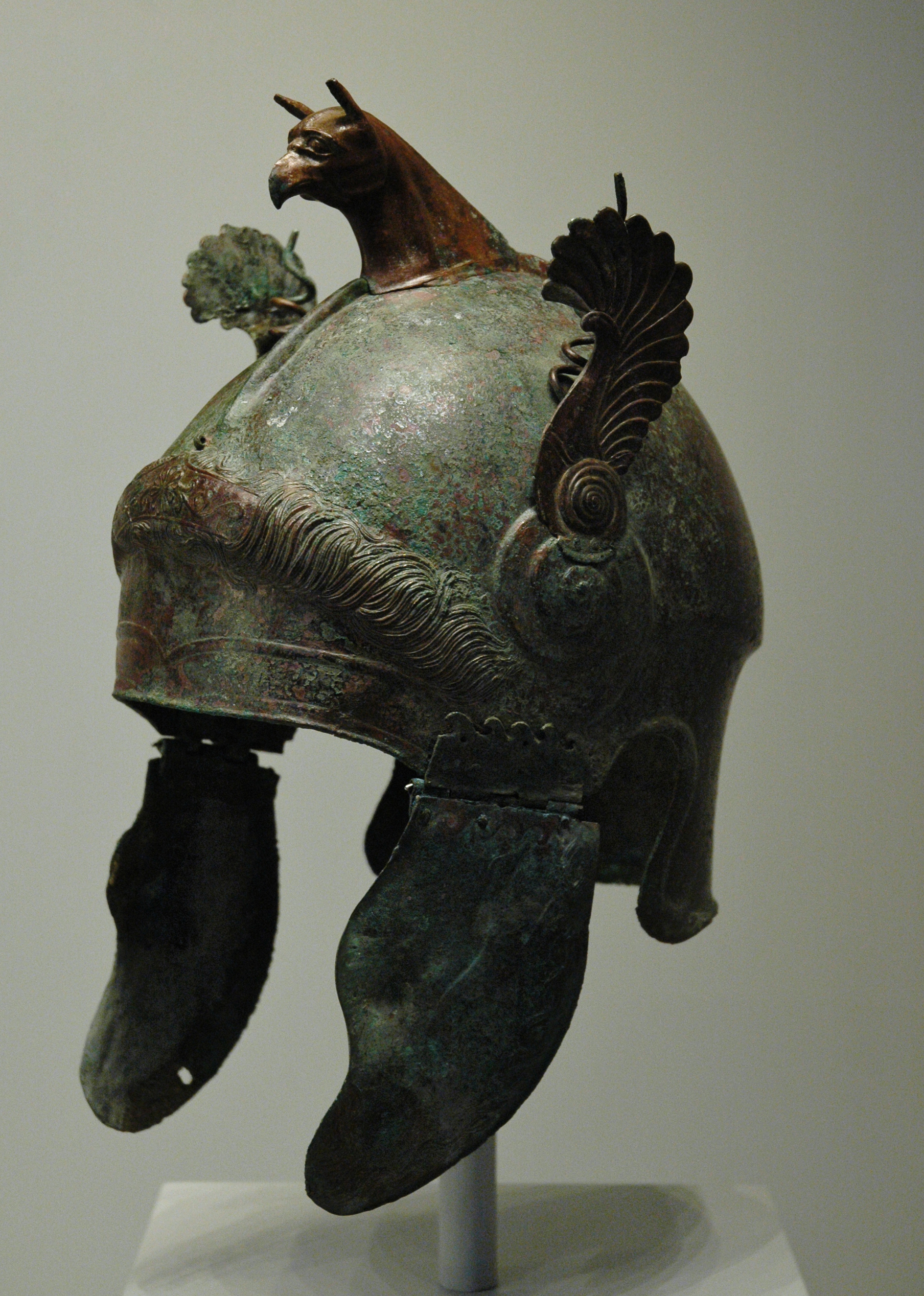
儀式用のアッティカ式兜（Attic helmet）、南イタリア、紀元前350-300年

アッティカ式兜（アッティカしきかぶと、英語：Attic helmet）は、古代ギリシアの古典ギリシアに由来する兜であるコリュス(κόρυς, korys)の一種であり、ローマ帝国に至るまでイタリアとヘレニズム世界で広く使用されていた。

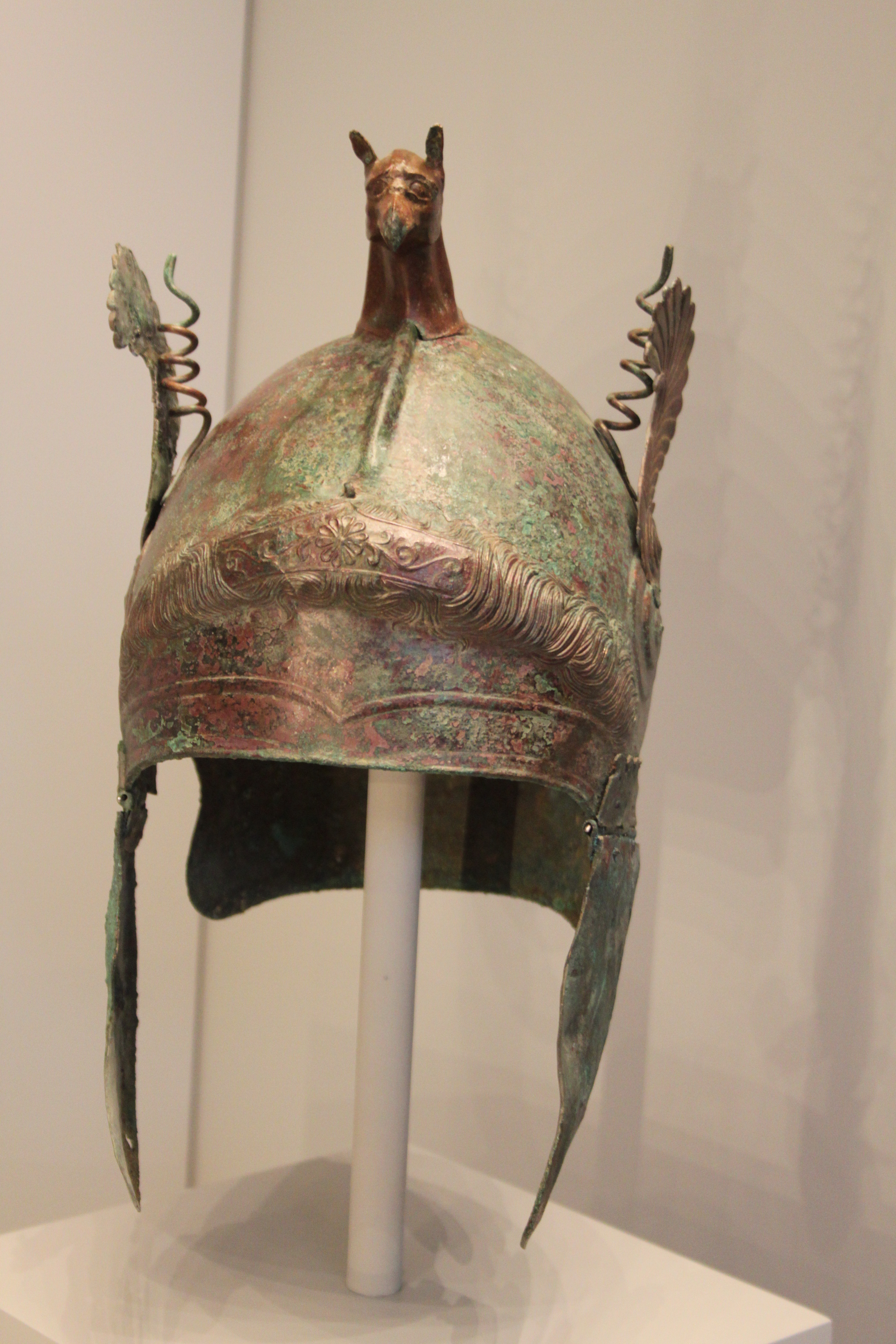
儀式用のアッティカ式兜、正面向き、南イタリア、紀元前350-300年

## 名前
その名前は、現代の歴史学上の通念のものであり、「イリュリア式（Illyrian）やアッティカ式（Attic）などの用語は、考古学では便宜上、特定の種類の兜を示すために使用され、その起源を示すわけではない」とされている。

## 特徴
アッティカ式兜はカルキディケー式兜に似ていたが、ノーズガードは付いていない。ギリシア自体では、その使用はコリント式兜またはフリュギア式兜のタイプほど普及していなかったが、アッティカ式兜は、そのほとんどの例が見つかったイタリアで非常に人気があった。多くのイタリア人はアッティカ式を使用したが、考古学的にはサムニウム人とルカニア人の埋葬とそれに関連するフレスコ画などの芸術で特に顕著だった。

## 一般的イメージと歴史的証拠

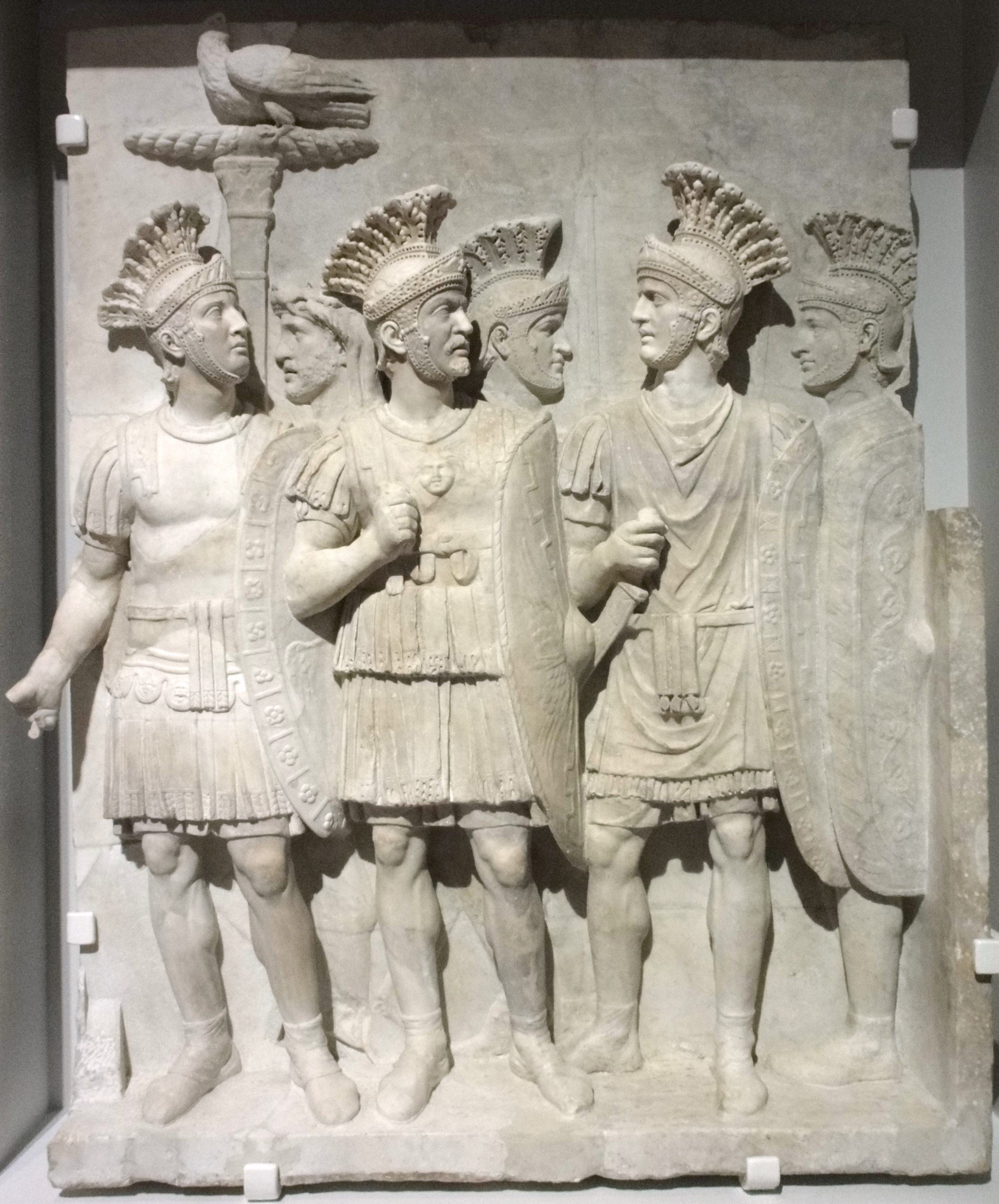
プラエトリアニのレリーフは、一般にローマの将校に関連付けられている直立したブローバンド（眉庇部分）を備えたアッティカ式兜のタイプを示す。西暦51-52年頃建設されたクラウディウスの凱旋門の一部。この兜のタイプは、芸術での表現のみが知られている。ルーヴル美術館ランス別館に展示

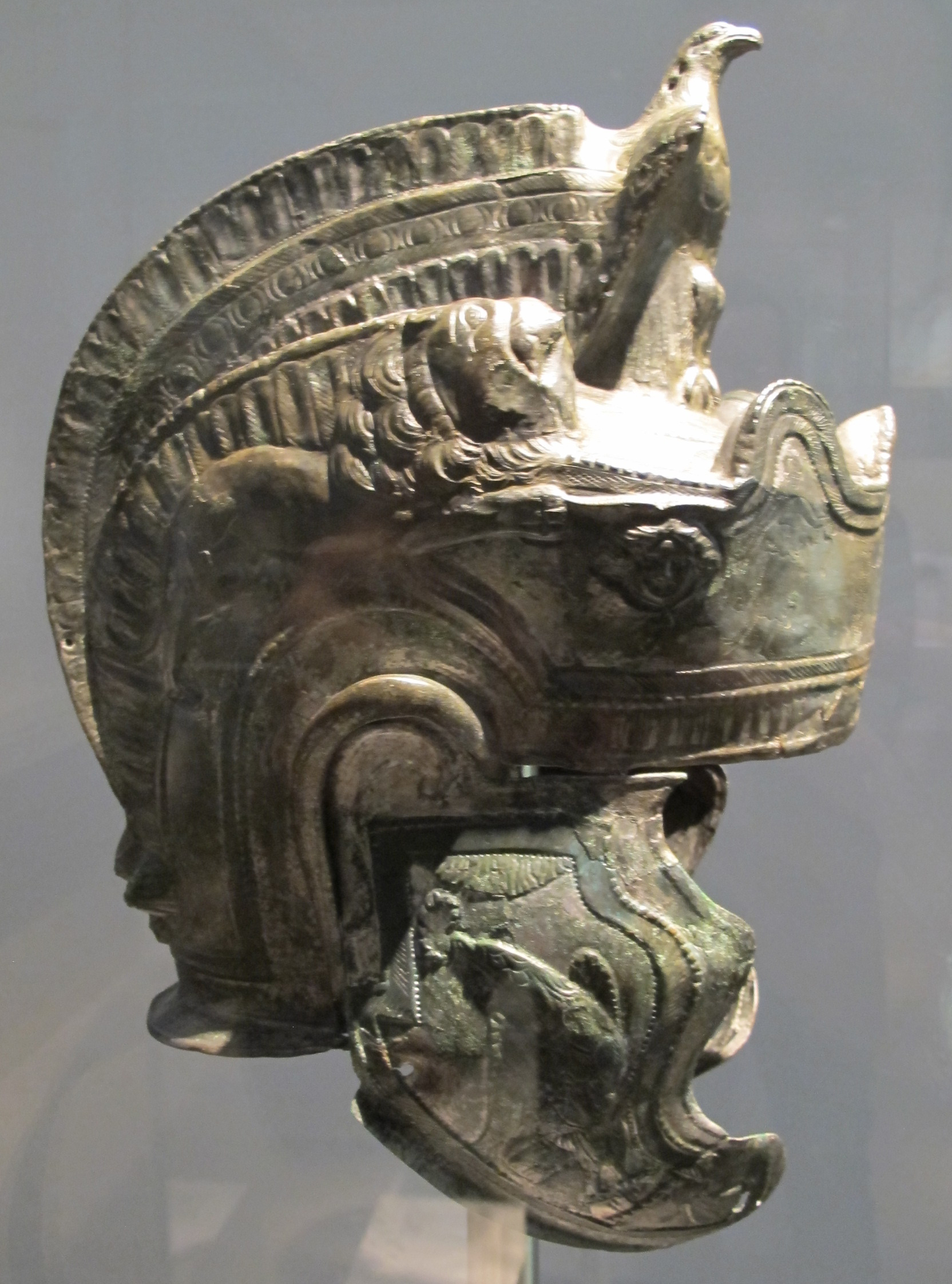
ローマの疑似アッティカ式兜（pseudo-Attic helmet）。鷲を組み込んだクレスト (紋章学)を持つ。ドイツのバイエルン州タイレンホーフェン出土、西暦2世紀

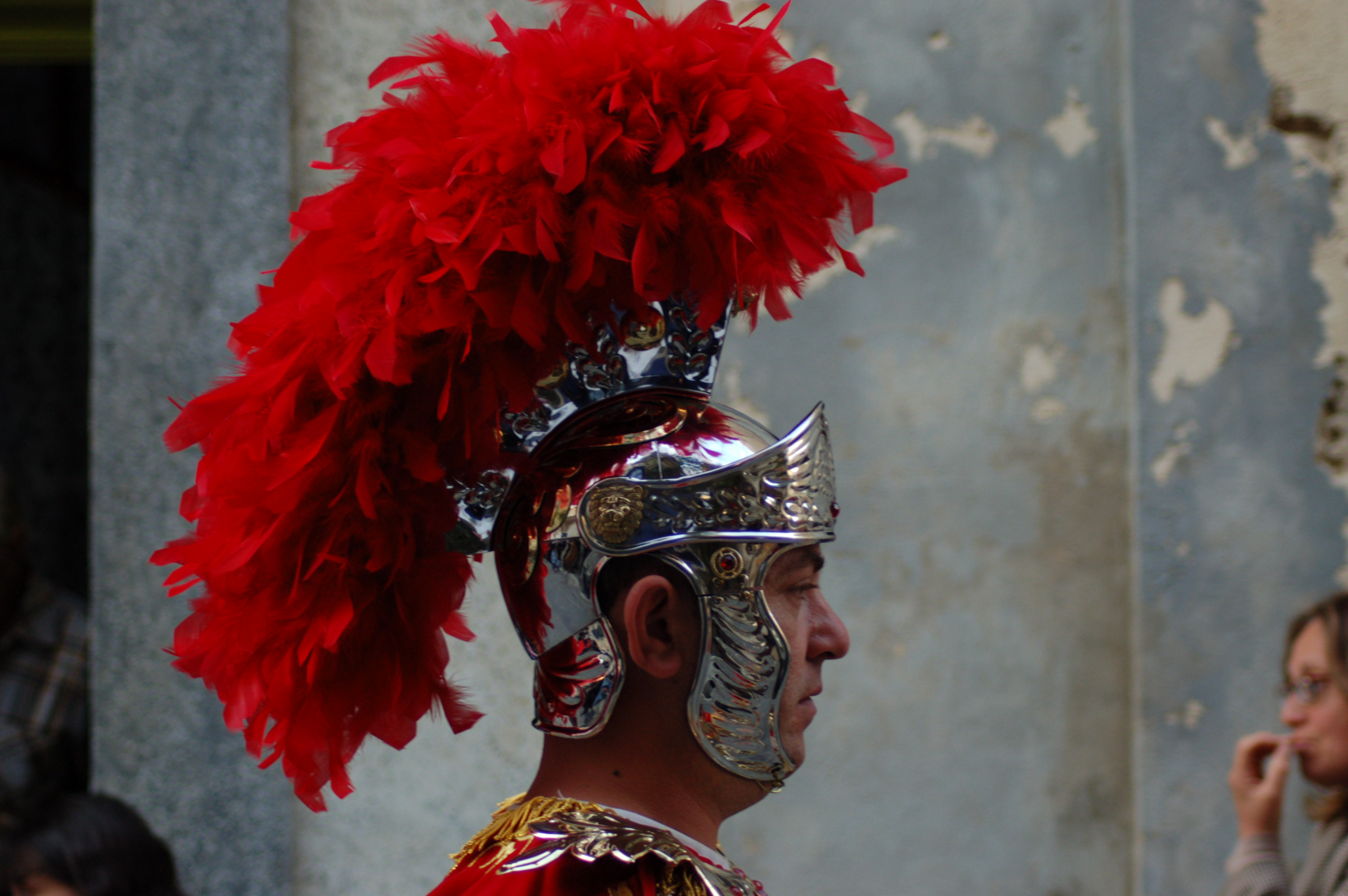
マルタの聖金曜日でローマ兵の仮装をした男性の横顔。クレストは赤い羽根で装飾されている。このように立ち上がったブローバンドが付いたアッティカ式兜は芸術や映画などで一般的なイメージとなっているが、考古学的な遺跡は見つかっていない。写真提供:Philip Serracino Inglott（2007年投稿）

芸術的なモチーフとしてのアッティカ式兜のバリエーションの中では直立したブローバンド（眉庇部分）が付いたタイプが、ヘレニズム時代とローマ時代を通じて、将軍や皇帝やプラエトリアニなどの描写に古風な外観を与えるために使用され、他の現代の兜よりも長い間残った。そのため、アッティカ式兜の形は、ルネッサンス以降の芸術や初期のハリウッドの作品に見られるように、ローマの将校の一般的なイメージの一部になった。しかし、このタイプの兜の考古学的遺跡は現在まで発見されていない。レリーフ彫刻に描かれているタイプに最も近い現存する帝国ローマの兜は、西暦2世紀のもので、ドイツのバイエルン州タイレンホーフェンで発見された。一部の学者によって、「疑似アッティカ式」の兜（"pseudo-Attic" helmet）として分類されている。それは錫でメッキされた青銅製で、頭部から隆起した一体型のクレスト (紋章学)は鷲のデザインを組み込み非常に精巧に装飾されている。